# The Garden Is Open
The Garden Is Open je společný záznam z koncertu amerického básníka Eda Sanderse a české skupiny The Plastic People of the Universe. Sanders navštívil v červnu 2005 patnáctý ročník festivalu spisovatelů Praha, kde album vzniklo.

## Seznam skladeb
| Pořadí         | Název                         | Délka |
| -------------- | ----------------------------- | ----- |
| 1.             | Pepr Walk                     | 11:56 |
| 2.             | An Ode of Sappho              | 5:27  |
| 3.             | Song for Miriam               | 3:33  |
| 4.             | For Allen                     | 8:46  |
| 5.             | Dover Beach                   | 4:45  |
| 6.             | How Sweet I Roamed from Field | 3:36  |
| 7.             | Morning Morning               | 2:49  |
| 8.             | I Want to Know                | 3:17  |
| 9.             | The Garden Is Open            | 6:53  |
| 10.            | Magical Night                 | 5:43  |
| Celková délka: | Celková délka:                | 56:45 |

## Sestava
- Ed Sanders – recitace, banjo
- Vratislav Brabenec – saxofon
- Josef Janíček – klávesy
- Jiří Kabeš – housle
- Joe Karafiát – kytara
- Eva Turnová – baskytara, recitace
- Ivan Bierhanzl – kontrabas, baskytara
- Ludvík Kandl – bicí